# Schwarzer Feminismus

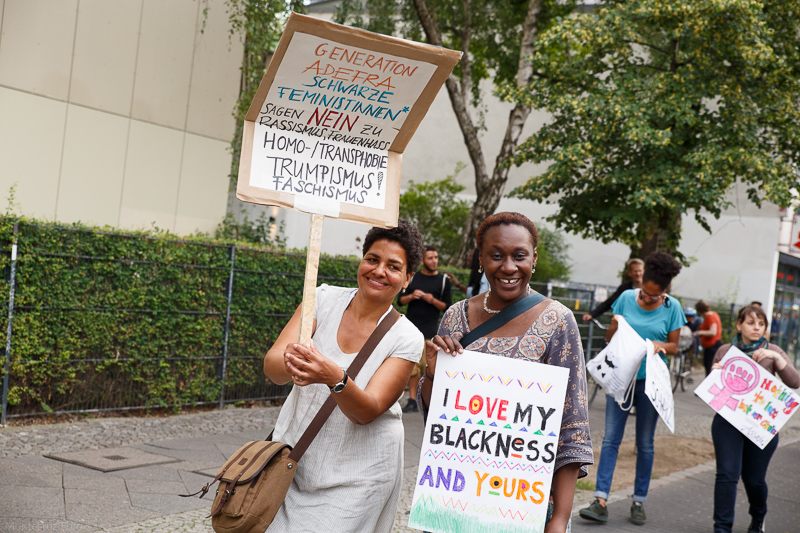
Die Organisation ADEFRA beim Black-Lives-Matter-Protest 2017 in Berlin

Der Schwarze Feminismus verbindet die Kritik an Rassismus und Sexismus. Er artikuliert gegenüber dem Feminismus, der als zu weiß wahrgenommen wird, die Belange von Schwarzen Frauen und Frauen of Color und thematisiert Privilegien von weißen Frauen. Er hat eine lange Tradition und lässt sich auf Sojourner Truth zurückführen. Der Schwarze Feminismus begründete das Konzept der Intersektionalität. Das Konzept erkennt an, dass ein Mensch nicht nur aus einzelnen, sondern aus mehreren Gründen diskriminiert werden kann, die sich gegenseitig verstärken können.

## Geschichte
Das Rekonstruieren einer häufig in Vergessenheit geratenen intellektuellen Geschichte Schwarzer Frauen und ihrer Ideen stellt selbst eine Zielsetzung des Schwarzen Feminismus dar. Zur Vorgeschichte des Schwarzen Feminismus werden so beispielsweise Maria W. Stewart, Sojourner Truth oder Ida B. Wells-Barnett gezählt. Als erste Phase des Schwarzen Feminismus lässt sich die abolitionistische Bewegung sehen, in der viele Schwarze Frauen aktiv waren. Als durch den 13. Zusatzartikel zur Verfassung der Vereinigten Staaten die Sklaverei abgeschafft wurde, zeigte sich das Konfliktpotential zum Weißen Feminismus, da weiße Suffragetten fürchteten, dass Schwarze Männer vor weißen Frauen das Wahlrecht erhalten würden. Auch Schwarze Frauen setzten sich für das Wahlrecht ein und waren in Organisationen wie der National Association of Colored Women (NACW) und der National Association for the Advancement of Colored People (NAACP) aktiv.
Die zweite Welle des Schwarzen Feminismus ist eng mit der amerikanischen Bürgerrechtsbewegung verknüpft. Auch wenn in dieser insbesondere Männer im Rampenlicht standen, waren Schwarze Frauen auf vielfältige Weisen in der Bewegung aktiv. Schwarze Frauen standen in dieser Zeit vor dem Dilemma, dass in der Bürgerrechtsbewegung und vor allem der Black-Power-Bewegung Sexismus häufig vorkam, dass aber gleichzeitig in der Weißen Frauenbewegung Rassismus verbreitet war. 1966 gründeten Betty Friedan und zwei Schwarze Frauen, Aileen Hernandez and Pauli Murray, die National Organization for Women (NOW). Ab Ende der 70er Jahre spielten lesbische Schwarze Frauen, die die Auswirkungen heterosexueller Institutionen in besonderem Maße spürten, eine besondere Rolle im Schwarzen Feminismus, die besonders durch die Veröffentlichung des Manifests des Combahee River Collective Wirkung zeigte. Der Text betonte die Verschränkung unterschiedlicher Diskriminierungsformen.
Der Schwarze Feminismus in Deutschland, der sich insbesondere ab den 80er Jahren herausbildete, war von der afroamerikanischen Bewegung beeinflusst, zu der z. B. durch den Deutschlandbesuch Audre Lordes enge Beziehungen bestanden. Die Organisation deutscher Schwarzer Feministinnen wurde durch Veröffentlichung des Bandes Farbe bekennen (Untertitel: Afro-deutsche Frauen auf den Spuren ihrer Geschichte) durch May Ayim, Katharina Oguntoye und Dagmar Schultz sowie die Gründung des Vereins ADEFRA gefördert.

## Inhalte
Schwarzer Feminismus ist keine homogene Strömung, sondern ist auch von unterschiedlichen inhaltlichen Schwerpunkten und Sichtweisen geprägt. Schwarzes feministisches Denken ist laut Evelyn Simien durch ein Bewusstsein für miteinander verschränkte Diskriminierungsformen (vor allem Sexismus, Rassismus und Klassismus), ein Bekenntnis zur Gleichberechtigung der Geschlechter, den Glauben an die Nützlichkeit des Feminismus für die Schwarze Gemeinschaft und ein Zugehörigkeitsgefühl zur Gruppe Schwarzer Frauen geprägt. Der Schwarze Feminismus ist von der Einbeziehung globaler und transnationaler Perspektiven, etwa aus anti- und postkolonialen Kontexten, geprägt und formuliert eine Kritik an kapitalistischer und (neo-)kolonialer Unterdrückung sowie deren Verschränkung mit Rassismus und Sexismus. Bezüge und Überschneidungen bestehen zur abolitionistischen Bewegung und Theoriebildung. Schwarze Feministinnen argumentieren, dass es neben der klassischen akademischen Theoriearbeit auch andere Formen des Theoretisierens gebe, etwa in Geschichten und Narrative, Sprichwörtern und Rätseln, die von der weißen, akademischen Philosophie als Erkenntnisquellen nicht ernst genug genommen würden. Sie heben somit die besondere Bedeutung der Standpunkte Schwarzer Frauen hervor.

### Kritik am weißen Feminismus
Schwarze Feministinnen kritisieren am weißen Feminismus vor allem fehlende Selbstkritik in Bezug auf Rassismus und den Anspruch auf universelle Repräsentation, der aber aus einer weißen Perspektive entstehe. Der weiße Feminismus könne somit den Erfahrungen Schwarzer Frauen nur unzureichend Raum geben. So sei etwa in Teilen des weißen Feminismus ein Konzept von Familie kritisiert werden, das nicht der Erfahrung Schwarzer Frauen entspreche, die durch hohe Arbeitslosigkeit unter Schwarzen Männern beispielsweise oft nicht von ihren Ehemännern abhängig waren. Das Bild der weißen Kernfamilie der Mittelschicht, das im weißen Feminismus kritisiert werde, könne auch  die oftmals komplexeren und weiteren Familienverhältnisse nicht-weißer Frauen nicht adäquat fassen. Gleiches gelte für Patriarchatstheorien, die vernachlässigten, dass auch patriarchale Herrschaftsverhältnisse von rassistischen Herrschaftsverhältnissen durchzogen seien, sodass etwa versklavte Schwarze Männer nicht im gleichen Maße wie weiße Männer patriarchale Macht ausübten. Schwarze Feministinnen wie Pauli Murray bemühten sich auch früh darum, essentialistische Konzeptionen von Geschlecht zu hinterfragen und die Perspektiven von queeren und transgender Menschen zu berücksichtigen.

### Intersektionalität
Das von Kimberlé Crenshaw aus der Tradition des Schwarzen Feminismus entwickelte Konzept der Intersektionalität betont, dass unterschiedliche Diskriminierungsformen häufig zusammenwirken, ohne sich einfach aufaddieren zu lassen. Die Diskriminierungserfahrungen Schwarzer Frauen unterscheiden sich somit beispielsweise von den Erfahrungen weißer Frauen, aber auch von denen Schwarzer Männer. Das Konzept übte einen großen Einfluss auf die Dritte Welle der Frauenbewegung, aber auch auf die feministische Philosophie und die Critical Race Theory aus. Vorläufer der Intersektionalitätstheorie finden sich schon vor Crenshaw im Schwarzen Feminismus, etwa bei Sojourner Truth oder Ida B. Wells-Barnett. Der Schwarze Feminismus hat dabei nicht nur einen Fokus auf Rassismus und Sexismus, sondern auch auf Klassismus und die Rolle von Arbeiterinnen gelegt, weil Schwarze Frauen historisch stets in unterschiedlichen Rollen ökonomisch produktive Arbeit verrichtet haben.